# Богословская волость (Дмитровский уезд)
Богословская волость — волость в составе Дмитровского и Сергиевского уездов Московской губернии. В 1917—1929 годах носила название Софринская волость. Существовала до 1929 года. Центром волости было  село Софрино, а позднее — деревня Клиники.

## История
В 1917 году Богословская волость Дмитровского уезда была переименована в Софринскую. К ней были присоединены селения Ауртово, Володькино, Герасимово, Мартьяново, Притыкино и Хлопенево Ильинской волости, Грибаново, Гришино, Луговая, Мураново и Паперники Митинской волости, Даниловское и Рахманово Морозовской волости. Одновременно из этой волости в Путиловскую были переданы селения Березники, Васюково, Введенское, Лепешки, Нагорное, Назарово, Никулино, Останкино, Путилово, Хотилово, Царево и Шаблыкино, а в Хотьковскую — селения Арханово и Новосёлки.
13 октября 1919 года Софринская волость была передана в Сергиевский уезд.
В ходе реформы административно-территориального деления СССР в 1929 году Софринская волость была упразднена.

## Состав

### Сельсоветы
По данным 1918 года в Софринской волости было 22 сельсовета: Алешинский, Богословский, Бурдаковский, Васильевский, Герасимовский, Данилевский, Ельдыгинский, Жуковский, Кащейковский, Клинниковский, Луговский, Мало-Воронинский, Митропольский, Мурановский, Нагорновский, Никольский, Пушкинский, Рахмановский, Семеновский, Софринский, Талицкий, Цернский.

По данным 1922 года в Софринской волости было 11 сельсоветов: Алешинский, Бурдаковский, Герасимовский, Даниловский, Ельдыгинский, Жуковский, Клиниковский, Митропольский, Мурановский, Софринский, Талицкий.
В 1924 году были образованы Майский и Цернский с/с; упразднён Бурдаковский с/с.
14 ноября 1924 года из Софринской волости в Пушкинскую волость Московского уезда были переданы селения Братовщина и Костино.
В 1927 году из части Клинниковского с/с был образован Кащейковский с/с, из Митропольского — Бортневский, из Алешинского — Балабановский, из Ельдигинского — Петушковский и Семёновский, из Цернского — Нагорновский, из Мурановского — Луговский, из Даниловского — Васильевский, из Софринского — Рахмановский, из Талицкого — Никольский. Также был создан Могильцевский с/с.
В 1929 году Могильцевский с/с был переименован в Богословский.